# Ungerundeter geschlossener Vorderzungenvokal
Der ungerundete geschlossene Vorderzungenvokal ist ein Vokal, bei dessen Artikulation sich die Zunge im vorderen Bereich des Mundraumes befindet – also nicht zurückgezogen wurde – der Mund ziemlich weit geschlossen ist und die Lippen nicht gerundet, sondern entspannt sind.
Lautliche und orthographische Realisierung des ungerundeten geschlossenen Vorderzungenvokals in verschiedenen Sprachen:
- Deutsches [i, iː]: I, i; ih; meistens ie (langes i)
  - Beispiele: Mine [ˈmiːnə], Biene [ˈbiːnə], ihn [iːn], Idiot [iˈdi̯oːt], binär [biˈnɛɐ̯]
- Englisches [i, iː]: ee, ie oft, ei gelegentlich, e gelegentlich, ea manchmal; in unbetonten Endsilben regelmäßig y.
  - Beispiele: see [siː], thief [θiːf], ceiling [ˈsiːlɪŋ], be [biː], beat [biːt], happy ['hæpi]
- Französisches [⁠i⁠]: I, i, Y, y
  - Beispiele: pile [pil], martyr [maʀˈtiʀ]
- Italienisches [⁠i⁠]: I, i
  - Beispiel: qui [kwi]
- Spanisches [⁠i⁠]: I, i
  - Beispiele: tipo [tipo], ilegal [ile'ɣal]
- Polnisches [⁠i⁠]: I, i
  - Beispiel: wino [ˈvinɔ]